# Eine Frau in Berlin
Eine Frau in Berlin ist das autobiografische Werk von Marta Hillers (1911–2001), die als Anonyma ihr Schicksal vom 20. April bis 22. Juni 1945 in Berlin und ihre Rolle als Vergewaltigungsopfer plündernder Rotarmisten beschreibt. Die erste Auflage war bereits 1954 auf Englisch und 1955 auf Niederländisch erschienen. Zahlreiche Übersetzungen in weitere Sprachen folgten. Bis Ende der 1950er Jahre wurde das Werk in den Vereinigten Staaten und Großbritannien mehr als eine halbe Million Mal verkauft und erhielt überwiegend zustimmende Besprechungen.  1959 erschien das Buch in einem Genfer Kleinverlag auch auf Deutsch.

## Inhalt
Das Buch der damals 34-jährigen Marta Hillers schildert in lakonischem Stil mit schockierender Offenheit, Ironie und ohne Selbstmitleid den Alltag der letzten Kriegstage vom 20. April bis zum 22. Juni 1945. Dazu gehören Erlebnisse aus dem Luftschutzkeller. Sie liefert Charakterisierungen der ganz normalen Deutschen bei mangelnder Nahrung und bei Luftangriffen. Die Stimmung und Ängste der letzten Tage vor dem Einrücken der Roten Armee und die folgenden Vergewaltigungen deutscher Frauen und Mädchen, darunter von ihr selbst, werden dargestellt. Die permanente Verfügbarkeit des weiblichen Körpers als Alltag wird sichtbar. In diesem Alltag verschwimmen die Grenzen zwischen Vergewaltigung und Zwangsprostitution. Hillers beschreibt es als für „Essen anschlafen“. Die Soldaten versuchen, eine feste Frau zu finden, und zahlen dafür mit Lebensmitteln und Alkohol zur Betäubung. Durch Bindung an einen Soldaten versuchen die Frauen sich davor zu bewahren, Freiwild für viele zu sein. Es werden Soldaten vom höflichen Major über den aufrichtig Verliebten und den politisch gebildeten Genossen bis hin zum grobschlächtigen Wüstling und rücksichtslosen Säufer dargestellt. Die Frauen versuchen, sich bei deutlich hervortretenden Symptomen massiver Traumatisierung zu arrangieren. Deutsche Männer spielen keine oder nur eine unrühmliche Rolle. Die deutschen Männer tabuisieren und ignorieren die brutale sexuelle Gewalt und erheben sich moralisch über die wahren Hintergründe der Zwangsprostitution.
Constanze Jaiser schrieb in ihrer Rezension: „Denn niemals zuvor sind die in dieser Zeit alltäglichen sexuellen Macht- und Ohnmachtsverhältnisse so dargestellt und in eine ebenso grob nüchterne wie literarisch feinsinnige Sprache übersetzt worden.“

## Rezeption, Authentizität
Die Erstauflage traf 1959 in Deutschland auf heftige Ablehnung und der Autorin wurde vorgeworfen, sie habe „die Ehre der deutschen Frau beschmutzt“ und das Buch sei eine „Schande für die deutsche Frau“. Von den empörten Äußerungen und feindseligen Reaktionen überrascht, untersagte die Autorin jede weitere Veröffentlichung bis zu ihrem Tode und lehnte auch für die Zeit danach die Nennung ihres Namens ab. Danach geriet das Buch in der Öffentlichkeit für Jahrzehnte fast vollständig in Vergessenheit. Ende der 1980er Jahre soll es in West-Berlin in interessierten Kreisen in Form von Fotokopien kursiert sein. Auch heute noch ist die Originalauflage nur schwer erhältlich. 2003, zwei Jahre nach dem Tod der Autorin, wurde das Buch dann in der von Hans Magnus Enzensberger herausgegebenen Anderen Bibliothek im Eichborn-Verlag wiederaufgelegt. Die Neuauflage gehörte zu den größten deutschen Bucherfolgen des Jahres 2003. Es stand mehrere Monate auf der Spiegel-Bestsellerliste. Das Buch wurde in allen führenden Feuilletons positiv besprochen.
Da in zeitlicher Nähe zur Veröffentlichung andere Sachbücher als Fälschungen entlarvt wurden, ist auch die Authentizität dieses Buches vor allem von Jens Bisky in der Süddeutschen Zeitung bezweifelt worden. Walter Kempowski kam in einem zweiseitigen Gutachten zu dem Schluss, die dem Buch zugrunde liegenden Tagebuchaufzeichnungen von Marta Hillers seien authentisch. Ein umfängliches Gutachten der Historikerin Yuliya von Saal vom Münchner Institut für Zeitgeschichte kommt laut einer Rezension des Spiegel-Redakteurs und Historikers Martin Doerry zu dem Schluss, Hillers habe bei der Veröffentlichung des Tagebuchs ihre ursprünglichen Tagebuchnotizen literarisiert. Dabei habe der mit Hiller befreundete Kurt Wilhelm Marek alias C. W. Ceram allerdings nicht wie von Bisky vermutet selbst den Text bearbeitet, sondern die Autorin nur beraten. Das Buch bestehe nur zum Teil aus ihren Tagebuchnotizen, der Großteil sei dann vermutlich zu Beginn der 1950er Jahre von der Autorin selbst hinzugefügt worden. Dazu gehören auch alle Aussagen, die auf eine weltgewandte, dem NS-Regime distanziert gegenüberstehende Autorin hindeuten. Yuliya von Saal resümiert, bei dem Bestseller handele es sich um „eine Mischung aus Versatzstücken eines Romans, eines Filmskripts und eines Tagebuchs“. Man könne das Werk am ehesten „als einen stark literarisierten Monolog in Tagebuchform“ begreifen.

## Verfilmung
Unter der Regie von Max Färberböck wurde der Stoff mit Nina Hoss in der Hauptrolle verfilmt. Der Film Anonyma – Eine Frau in Berlin kam im Oktober 2008 in die deutschen Kinos.

## Ausgaben (Auswahl)
- Anonymus: A woman in Berlin. With an introduction by C. W. Ceram. Übersetzung James Stern. London : Secker & Warburg, 1955.
- Eine Frau in Berlin. Tagebuchaufzeichnungen. Verlag Helmut Kossodo, Frankfurt, Genf 1959.
- Anonyma: Eine Frau in Berlin. Tagebuchaufzeichnungen vom 20. April bis 22. Juni 1945. Mit einem Nachwort von Kurt W. Marek. Eichborn Verlag, Frankfurt am Main 2003, ISBN 3-8218-4534-1. (= Die Andere Bibliothek, Herausgeber Hans Magnus Enzensberger, Nr. 221.)